# Carlo di Lorena (1684-1751)
Carlo di Lorena (22 febbraio 1684 – Parigi, 29 dicembre 1751) fu un membro del Casato di Guisa, un ramo cadetto del Casato di Lorena. Succeduto al padre come conte d'Armagnac, successe anche come conte di Brionne nonché Gran Scudiero di Francia.

## Biografia
Nato da Luigi di Lorena, comte d'Armagnac e da sua moglie Catherine de Neufville, era l'ultimo figlio della coppia.
Suo padre Luigi, fu il Gran Scudiero di Francia, uno dei Grandi Ufficiali della Corona di Francia ed un membro della casa del Re. La posizione era più o meno equivalente alle posizioni del Regno Unito di Master of the Horse e Crown Equerry. Ciò dava diritto a suo padre ad essere denominato come Monsieur le Grand, un appellativo che Carlo avrebbe utilizzato in seguito, dopo essere succeduto a suo padre in quel ufficio (alla morte di Carlo, fu dato al nipote di Luigi, il prince de Lambesc). 
La madre di Carlo fu Catherine de Neufville, figlia minore del Maréchal de Villeroy, governatore del giovane Louis XIV. Lo zio di Carlo fu il futuro Duca di Villeroy e futuro governatore di Luigi XV. 
Sua sorella, Maria fu la madre di Luisa Ippolita Grimaldi, unica Principessa di Monaco regnante fino ad oggi. Suo fratello maggiore Enrico, Conte di Brionne ci si aspettava succedesse ad titoli Armagnac ma morì nel 1713, cinque anni prima di suo padre.
Il 22 maggio 1717 durante la Reggenza di Filippo d'Orléans (1715–1723) Carlo sposò Françoise Adélaide de Noailles, la figlia maggiore di Adrien Maurice de Noailles, duc de Noailles e di sua moglie Françoise Charlotte d'Aubigné, la nipote ed erede di Madame de Maintenon. La coppia non ebbe figli, e divorziò nel 1721. 
Suo padre morì nel 1718, diventando il Gran Scudiero di Francia. Durante il suo periodo come Gran Scudiero, fu noto come le prince Charles da molti. Morì a Parigi all'età di 67 anni.

## Albero genealogico
|                                        |                                            |                                                                    | Genitori                                                   |  |  | Nonni |  |  | Bisnonni                           |  |  | Trisnonni                           |  |
|                                        |                                            |                                                                    |                                                            |  |  |       |  |  | Carlo di Lorena, Conte di Harcourt |  |  | Renato di Guisa, Marchese di Elbeuf |  |
|                                        |                                            |                                                                    |                                                            |  |  |       |  |  | Carlo di Lorena, Conte di Harcourt |  |  | Renato di Guisa, Marchese di Elbeuf |  |
|                                        |                                            | Louise de Rieux                                                    |                                                            |  |  |       |  |  | Carlo di Lorena, Conte di Harcourt |  |  |                                     |  |
| Enrico di Lorena, Conte di Harcourt    |                                            |                                                                    |                                                            |  |  |       |  |  | Carlo di Lorena, Conte di Harcourt |  |  |                                     |  |
|                                        |                                            | Marguerite de Chabot                                               | Léonor Chabot, Conte di Charny                             |  |  |       |  |  |                                    |  |  |                                     |  |
|                                        |                                            | Marguerite de Chabot                                               | Léonor Chabot, Conte di Charny                             |  |  |       |  |  |                                    |  |  |                                     |  |
|                                        |                                            | Marguerite de Chabot                                               | Françoise de Longwy-Rye                                    |  |  |       |  |  |                                    |  |  |                                     |  |
| Luigi di Lorena, Conte di Harcourt     |                                            | Marguerite de Chabot                                               |                                                            |  |  |       |  |  |                                    |  |  |                                     |  |
|                                        |                                            | Charles du Cambout, Marchese di Coislin                            | François du Cambout, Signore di Cambout                    |  |  |       |  |  |                                    |  |  |                                     |  |
|                                        |                                            | Charles du Cambout, Marchese di Coislin                            | François du Cambout, Signore di Cambout                    |  |  |       |  |  |                                    |  |  |                                     |  |
|                                        |                                            | Charles du Cambout, Marchese di Coislin                            | Louise du Plessis de Richelieu                             |  |  |       |  |  |                                    |  |  |                                     |  |
| Marguerite Philippe du Cambout         |                                            | Charles du Cambout, Marchese di Coislin                            |                                                            |  |  |       |  |  |                                    |  |  |                                     |  |
|                                        |                                            | Philippe de Beurges                                                | Charles de Beurges, Signore di Seury                       |  |  |       |  |  |                                    |  |  |                                     |  |
|                                        |                                            | Philippe de Beurges                                                | Charles de Beurges, Signore di Seury                       |  |  |       |  |  |                                    |  |  |                                     |  |
|                                        |                                            | Philippe de Beurges                                                | Jeanne Lescoët, Dama di La Mogulaye                        |  |  |       |  |  |                                    |  |  |                                     |  |
| Carlo di Lorena                        |                                            | Philippe de Beurges                                                |                                                            |  |  |       |  |  |                                    |  |  |                                     |  |
|                                        | Charles de Neufville, Marchese di Villeroy | Nicolas IV de Neufville, Signore di Villeroy                       |                                                            |  |  |       |  |  |                                    |  |  |                                     |  |
|                                        | Charles de Neufville, Marchese di Villeroy | Nicolas IV de Neufville, Signore di Villeroy                       |                                                            |  |  |       |  |  |                                    |  |  |                                     |  |
|                                        | Charles de Neufville, Marchese di Villeroy | Madeleine de L'Aubespine                                           |                                                            |  |  |       |  |  |                                    |  |  |                                     |  |
| Nicolas de Neufville, Duca di Villeroy | Charles de Neufville, Marchese di Villeroy |                                                                    |                                                            |  |  |       |  |  |                                    |  |  |                                     |  |
|                                        |                                            | Jacqueline de Harlay de Sancy                                      | Nicolas de Harlay, Barone di Maule                         |  |  |       |  |  |                                    |  |  |                                     |  |
|                                        |                                            | Jacqueline de Harlay de Sancy                                      | Nicolas de Harlay, Barone di Maule                         |  |  |       |  |  |                                    |  |  |                                     |  |
|                                        |                                            | Jacqueline de Harlay de Sancy                                      | Marie Moreau, Signora di Grosbois                          |  |  |       |  |  |                                    |  |  |                                     |  |
| Catherine de Neufville                 |                                            | Jacqueline de Harlay de Sancy                                      |                                                            |  |  |       |  |  |                                    |  |  |                                     |  |
|                                        |                                            | Charles de Blanchefort de Créquy, Duca di Créquy, Principe di Poix | Antoine de Blanchefort de Créquy, Signore di Saint-Janvrin |  |  |       |  |  |                                    |  |  |                                     |  |
|                                        |                                            | Charles de Blanchefort de Créquy, Duca di Créquy, Principe di Poix | Antoine de Blanchefort de Créquy, Signore di Saint-Janvrin |  |  |       |  |  |                                    |  |  |                                     |  |
|                                        |                                            | Charles de Blanchefort de Créquy, Duca di Créquy, Principe di Poix | Chrétienne d'Aguerre                                       |  |  |       |  |  |                                    |  |  |                                     |  |
| Marie de Créquy, Dama di Mions         |                                            | Charles de Blanchefort de Créquy, Duca di Créquy, Principe di Poix |                                                            |  |  |       |  |  |                                    |  |  |                                     |  |
|                                        |                                            | Madeleine de Bonne de Lesdiguières                                 | François de Bonne, I Duca di Lesdiguières                  |  |  |       |  |  |                                    |  |  |                                     |  |
|                                        |                                            | Madeleine de Bonne de Lesdiguières                                 | François de Bonne, I Duca di Lesdiguières                  |  |  |       |  |  |                                    |  |  |                                     |  |
|                                        |                                            | Madeleine de Bonne de Lesdiguières                                 | Claudine de Berenger                                       |  |  |       |  |  |                                    |  |  |                                     |  |
|                                        |                                            | Madeleine de Bonne de Lesdiguières                                 |                                                            |  |  |       |  |  |                                    |  |  |                                     |  |